# Spodoptera albisparsa
Spodoptera albisparsa là một loài bướm đêm trong họ Noctuidae.